# Јован Бандур
Јован Бандур (Јавница, Двор на Уни, 24. септембар 1899 — Београд, 14. мај 1956)  био је српски композитор и диригент.
Студирао је на Музичкој академији у Бечу, а дипломирао је 1926. на Конзерваторију у Прагу. У почетку је радио као диригент Српског певачког друштва и наставник музике у гимназији у Панчеву. Водио је београдско Академско певачко друштво Обилић.
Године (1931–37) је био диригент Опере Народног позоришта у Београду а од 1935–37 и вршилац дужности директора, Од 1937. ради као је административни директор Музичке академије у Београду, 1945–56. ванредни професор на истој установи.
Повремено је сарађивао у часописима Музика, Звук и Музички гласник. У својим делима тежио је да оствари јединство националног израза са класичном формом, постепено изграђујући и продубљујући свој музички језик. Бандур је у почетку био вокални лиричар, минијатурист, а после ослобођења компонује већа кантатна дела, међу њима и сугестивну Југословенску рапсодију инспирисану ослободилачком борбом.

## Дела
- Сапутници кроз живот, концерт за виолину и оркестар, 1954,

Кантате:
- Поема 1941 (на текст Десанка Максимовић), 1947,
- Југословенска партизанска рапсодија (народни текст) 1947,
- Распева се земља (стихови Гвида Тартаље), 1949,
- Од свитања све до мрака (на властит текст), 1949,
- Химна човеку (Софокло) 1928,
- Циклус мадригала за хор 1928–51,
- Соло песме

Музичка школа у Панчеву носи његово име.